# Luis Darío Calvo
Luis Darío Calvo (San Miguel, Buenos Aires, 10 de octubre de 1977) es un exfutbolista argentino.

## Trayectoria
Se formó en las inferiores de Boca Juniors. En 1995 debutó en la primera el 16 de diciembre de 1995 el empate Boca Juniors 2-2 Deportivo Español bajo el mando de  Silvio Marzolini. 
Carlos Bilardo llegó al año siguiente y no le dio demasiadas chances al volante. Esto provocó ira en el jugador, que se tuvo que conformar con entrenar con la cuarta. Tras la ida de Carlos Bilardo, Calvo volvió a integrar el plantel primero con Pancho Sá y después con el Bambino Veira y no perdió la oportunidad para dedicarle su regreso a la elite. En Boca totalizó 19 encuentros oficiales y ningún gol. Cansado de esperar oportunidades, voló a Rosario para jugar en Rosario Central. Sólo disputó 7 encuentros y marcó una vez.
En 1999 se fue a Banfield donde estuvo un año hasta el 2000. En el 2000 se fue a Grecia y pasó por el AEK Atenas F.C. y en 2001 se fue al Kalamata. 
Tras su experiencia en Grecia, fue repatriado por el Club Sportivo Independiente Rivadavia para disputar el Nacional B.
En julio de 2003 volvió a dejar su país para unirse al Club Jorge Wilstermann de Bolivia.
En 2004 jugó para el S.S. Virtus Lanciano 1924. En 2005 llegó al Panachaiki de Grecia y estuvo hasta el 2006. En 2007 volvió a Argentina para jugar en el Ferro de General Pico. Desde 2008 juega en San Salvador Fútbol Club.

## Selección nacional
Fue miembro de la selección de fútbol sub-20 de Argentina que conquistó el Campeonato Sudamericano Sub-20 de 1997.

## Clubes
| Club                      | País        | Año       |
| ------------------------- | ----------- | --------- |
| Boca Juniors              | Argentina   | 1995-1998 |
| Rosario Central           | Argentina   | 1998      |
| Banfield                  | Argentina   | 1999-2000 |
| AEK Atenas F.C.           | Grecia      | 2000      |
| Kalamata                  | Grecia      | 2001      |
| Independiente Rivadavia   | Argentina   | 2001-2002 |
| Wilstermann               | Bolivia     | 2003      |
| S.S. Virtus Lanciano 1924 | Italia      | 2004      |
| Panachaiki                | Grecia      | 2005-2006 |
| Ferro de General Pico     | Argentina   | 2007      |
| San Salvador FC           | El Salvador | 2008      |